# Sanoshri-Taratal
Sanoshri-Taratal (Nepali सानोश्री–ताराताल) ist eine Stadt (Munizipalität) im äußersten Westen Nepals im Distrikt Bardiya.
Die Stadt entstand am 2. Dezember 2014 durch Zusammenlegung der Village Development Committees Sanoshri (im Norden) und Taratal (im Süden). 
Das Stadtgebiet umfasst 56,8 km².
Die Stadt liegt im Terai nordwestlich von Gulariya an der Grenze zum indischen Bundesstaat Uttar Pradesh. Der Fluss Babai strömt entlang der östlichen Stadtgrenze.

## Einwohner
Bei der Volkszählung 2011 hatten die VDCs, aus welchen die Stadt Sanoshri-Taratal entstand, 26.431 Einwohner (davon 11.923 männlich) in 5910 Haushalten.